# Buque mercante
Todo buque no englobado en la Armada, quitando los de recreo, es en principio un buque mercante, aunque básicamente esta definición solo engloba a los dedicados al transporte de pasajeros o mercancías.

## Tipos de buques mercantes

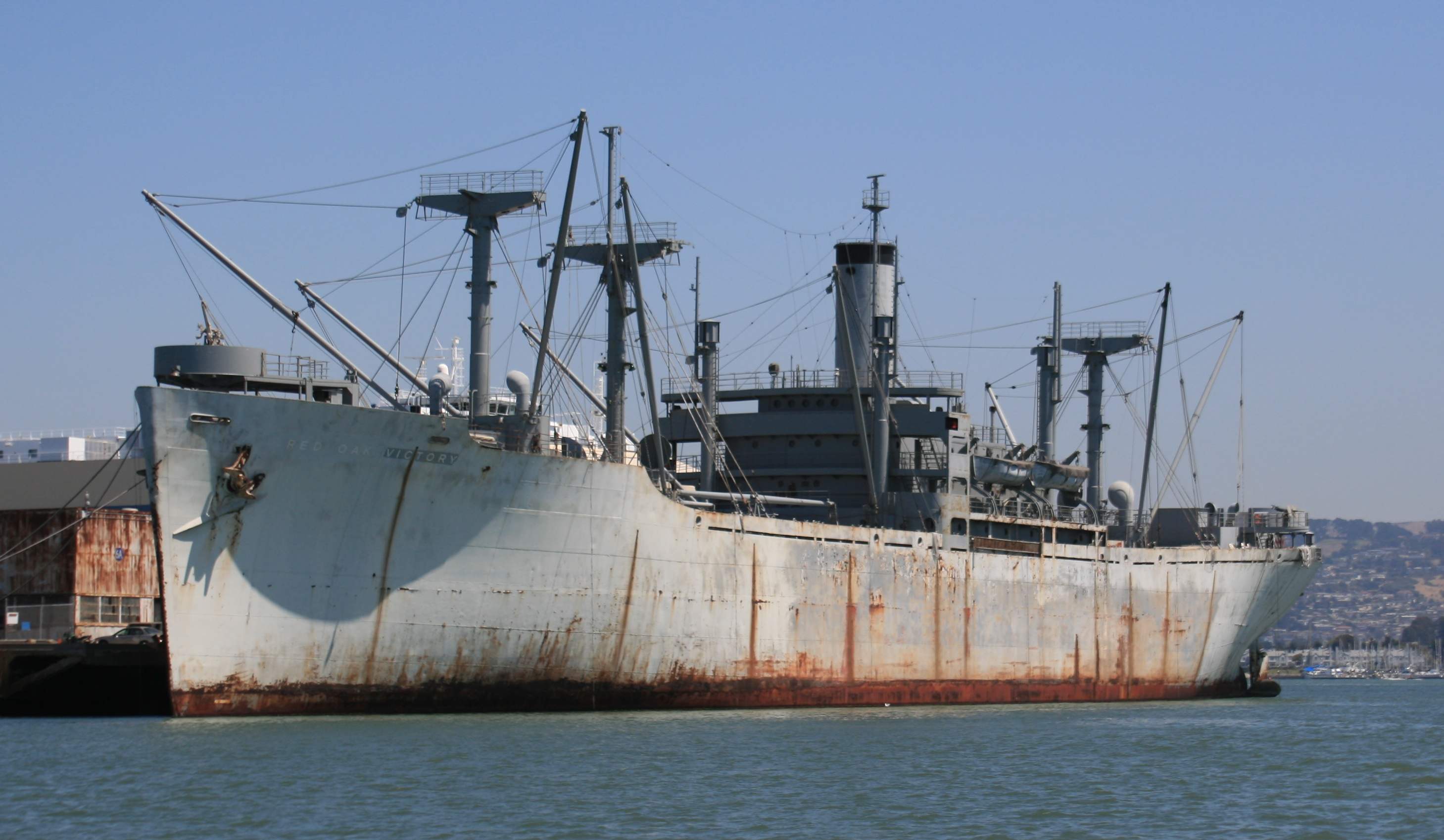
Buque mercante de la segunda guerra mundial

Hay muchos tipos de buques mercantes, básicamente:
- Buque de carga general, que hasta recientemente fueron los dueños de los mares, pero que actualmente representan una pequeña fracción.
- Graneleros, para las cargas sólidas a granel. Su tamaño varía desde 2000 o 3000 TPM hasta las 400 000 TPM.
- Petroleros, desde pequeños buques de 500 TPM hasta los superpetroleros de 550 000 TPM. Se dividen también por el tipo de carga transportada, petróleo crudo, productos, etc.
- Gaseros, desde pequeños LPG de 500 metros cúbicos hasta grandes metaneros de 260 000 metros cúbicos. (El tamaño de estos buques se da habitualmente en unidades de volumen).
- Quimiqueros, para todo tipo de transporte de productos químicos. Suelen tener muchos tanques para poder transportar diferentes productos.
- Buque portacontenedores, para transportar contenedores con las mercaderías más diversas; mueven el comercio internacional ya que han hecho que el precio del transporte se abarate muchísimo. Su tamaño se mide por TEU, equivalente a un contenedor de 20 pies. FEU, equivalente a un contenedor de 40 pies. Los hay desde 100 TEU hasta monstruos de unos 13 000 TEU.
- Buque frigorífico, especializado en transporte cargas refrigeradas, generalmente productos alimenticios.
- Cargas pesadas
- Ro-Ro o Cocheros, transportan cargamento rodante; han abaratado el transporte de coches o material rodante. Se miden por la cantidad de vehículos que pueden transportar.
- Cruceros, que han conocido un gran auge por la proliferación de turismo marítimo.
- Transbordadores (también llamados ferries), para transportar pasajeros y sus vehículos en distancias relativamente cortas, habitualmente no más de dos días de navegación, siendo lo más habitual unas horas.
- Barco de Transporte Fluvial, son los medios de transporte de carga y pasajeros más usados en los ríos navegables de Perú, Brasil, Argentina y Colombia, dependiendo de la zona donde navegan su calado es mayor o menor (por ejemplo en los ríos afluentes del amazonas y en el mismo río amazonas hasta la frontera con Brasil y Colombia son de menor calado por la profundidad del río, mientras que la navegación en el río Amazonas en territorio brasileño puede hacerse con buques transoceánicos).
- Buque cisterna, se utiliza para transportar mercancías líquidas.